# 草野花恋
草野 花恋（くさの かれん）は日本の女性声優。主にアダルトゲームに声をあてている。

## 出演作品
太字は主役・メインキャラクター

### ゲーム

#### 2005年
- エンゲージ 〜お姉様と私〜（笠原恵美、女子学生2）[1]
- WHITE CLARITY
- Heaven' Cage（浅倉操）

#### 2006年
- 「tan.」 -タンジェント-（八如耶織）[2]
- ときたま・ふぁんたずむ（片倉青葉、タンポポ）[3]
- BALDR BULLET "REVELLION"（ヘナ、アナウンス）

#### 2007年
- 家庭訪悶（白石さおり）[4]
- Clear -クリア-（本町春乃）[5]
- 姫さまっ、お手やわらかに!
- ホシツグヨ（日乃宮和奈）[6]

#### 2009年
- ふわりコンプレックス（芹沢小鳥）[7]

#### 2010年
- bitter smile.（沖奈恵）

#### 2011年
- プリンセスX 〜僕の許嫁はモンスターっ娘!?〜（42、シリウス王女）[8]

#### 2012年
- 死神のテスタメント〜menuet of epistula〜（鷹宮歩）
- プリンセスXFD 〜許嫁は終わらない!?〜（42、シリウス王女）

#### 2013年
- 魔導書の司書（クレハ・マルティン）

#### 2014年
- 蒼穹のクレイドル -人形学園調教記-（エステル）
- サツコイ〜悠久なる恋の歌〜（相羽 美月）

#### 2015年
- イブニクル（バースト）

#### 2017年
- 乳首ビンビン物語! 〜町のお菓子屋さん、味の秘密は濃厚生ミルク〜（白砂 密那）
- 女子校生がこんなに痴漢好きなわけがない!（西元 活奈）
- 彼女は天使で妹で（相羽 美月）

#### 2018年
- ラズベリーキューブ

#### 2019年
- タマユラミライ
- ココロネ=ペンデュラム!（男の子A）

#### 2020年
- ダンジョンズレギオン -魔王に捧ぐ乙女の肢体-（ミズホ）

#### 2021年
- 源平繚乱絵巻 -GIKEI-（？？？）
- 鉄と裸外伝 〜略奪の暴風〜（シーラ＝フィッシェル）[9]

#### 2022年
- 南国プリズン 〜漂流した無人島が子作りしないと出られない島だった件〜（東條 夏希）